# Ogmore Castle
Ogmore Castle (walisisch Castell Ogwr) ist eine Burgruine in Wales in Großbritannien. Die als Kulturdenkmal der Kategorie Grade I klassifizierte und als Scheduled Monument geschützte Ruine liegt nahe dem Dorf Ogmore-by-Sea südlich von Bridgend in Vale of Glamorgan.

## Geschichte
Als die Normannen zu Beginn des 12. Jahrhunderts Glamorgan eroberten, errichteten sie am westlichen Rand ihrer Eroberungen die Burgen Newcastle, Coity und Ogmore Castle. Der Ritter William de Londres errichtete Ogmore Castle als Ringwall an einer strategisch wichtigen Furt über den River Ewenny. Als Gruffydd ap Rhys während seiner Rebellion 1116 die Halbinsel Gower plünderte, gab William de Londres die Burg auf und brachte sein Vieh in Sicherheit. Vermutlich kurz nach dem Tod seines Vaters 1126 begann Maurice de Londres mit dem Bau eines steinernen Keeps, der damit zu den ältesten Steinbauten der Normannen in Südostwales gehört. Die Burg wurde zum Mittelpunkt der anglonormannischen Herrschaft Bro Morgannwg. Durch die Heirat von Hawise de Londres mit Patrick de Chaworth fiel die Burg zusammen mit Kidwelly Castle im 13. Jahrhundert an die Familie Chaworth. 1297 heiratete Maud de Chaworth Henry Plantagenet, 3. Earl of Lancaster, so dass Bro Morgannwg an das spätere Duchy of Lancaster fiel. Während der Rebellion von Owain Glyndŵr wurde die Burg zu Beginn des 15. Jahrhunderts beschädigt. Die Burg verlor ihre militärische Bedeutung und wurde nach 1530 verlassen. Die Vorburg diente noch bis zu Beginn des 19. Jahrhunderts als Verwaltungszentrum der Herrschaft.
Die frei zugängliche Ruine ist heute noch im Eigentum des Duchy of Lancaster und wird von Cadw betreut.

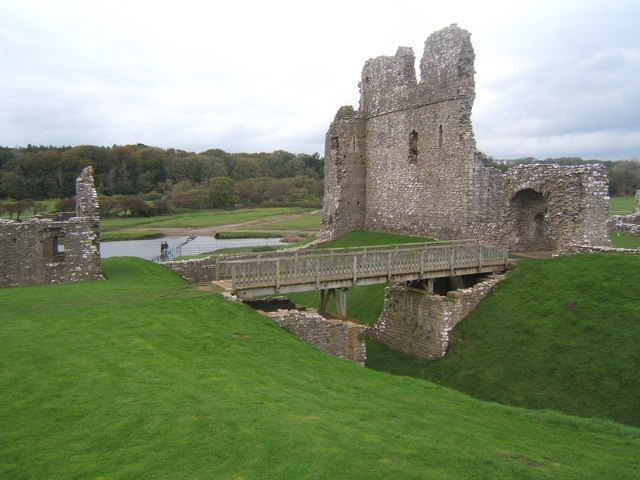
Der Zugang zur Kernburg, dahinter der Keep

## Anlage
Die Ruine liegt am Südufer des Ewenny Rivers, kurz vor dessen Mündung in den River Ogmore, der selbst etwa nach 1 km in den Bristol Channel mündet. Die gezeitenabhängige Furt über den Ewenny River ist heute mit Trittsteinen markiert. Die etwa rechteckige Kernburg ist von einem tiefen Graben umgeben, der bei Hochwasser mit Wasser gefüllt ist. Ältester erhaltener Bauteil ist der vermutlich nach 1126 errichtete rechteckige Keep an der Westseite der Burg. Die westliche Außenwand des Turmes ist noch bis auf eine Höhe von über 12 m erhalten. Der ursprünglich zweigeschossige Turm hat eine Grundfläche von 14 mal 9,7 m und enthielt im Obergeschoss eine Wohnhalle. Als zu Beginn des 13. Jahrhunderts die steinerne Ringmauer errichtet wurde, wurde der Turm um ein Stockwerk mit weiteren Wohnräumen aufgestockt sowie ein aus der Mauerflucht vorspringender Latrinenturm angebaut. Unmittelbar südlich des Keeps befinden sich die Reste des einfachen Torturms, der mit einer Zugbrücke über den Graben gesichert war. Außer dem Keep und dem Tor verfügte die Ringmauer, die im Osten und Süden noch teilweise bis auf Höhe des Wehrgangs erhalten ist, über keine Türme. Gegenüber dem Keep befinden sich die Fundamente des sogenannten Cellar, ein im 12. Jahrhundert errichtetes Gebäude, das vermutlich in den damaligen Erdwall hineingebaut wurde. Auch von den anderen, im 13. Jahrhundert errichteten Gebäuden sind nur die Fundamente erhalten. Das große rechteckige Gebäude an der Nordseite, von dem man den Fluss überblicken konnte, enthielt im Obergeschoss eine Wohnhalle, ein weiteres steinernes Gebäude war innen an die Südseite der Ringmauer angebaut.
Die westlich der Kernburg gelegene Vorburg war von einem Wall und einem flachen Graben umgeben. Von den Wällen sind nur geringe Reste im Süden und Westen erhalten, zwei quer durch den Graben der Kernburg führende Mauern schlossen sich vermutlich an die hölzerne Palisadenumwehrung an. Die beiden Mauern sind mit Öffnungen versehen, so dass der Graben bei Hochwasser geflutet werden konnte. An der Nordseite der Vorburg befindet sich die Ruine des 1454 errichteten Gerichtsgebäudes, das bis 1803 genutzt wurde. Es wurde teilweise über einem alten Kalkofen errichtet, der noch an der Westseite sichtbar ist.